# Hypolimnas exiguus
Hypolimnas exiguus is een vlinder uit de familie Nymphalidae. De wetenschappelijke naam van de soort is voor het eerst geldig gepubliceerd in 1980 door Samson.